# Szukalice
Szukalice (deutsch Tschauchelwitz) ist eine Ortschaft in der Gemeinde Żórawina (deutsch Rothsürben) in Polen. Sie liegt 12 Kilometer südlich von Breslau (Wrocław) an der Ślęza und gehört dem Powiat Wrocławski an.

## Geschichte
Etwa ein Kilometer südöstlich vom Ort Tschauchelwitz, an der Lohe, befand sich seit 1871 eine wichtige Zuckerfabrik.
Ihre Vorläuferin war die 1848 in Jackschönau von Wilhelm von Stegmann und Stein begründete Zuckerfabrik. Zum Transport der Zuckerrüben wurde 1925 eine Feldbahn bis zum 10 km weiter südlich gelegenen Jackschönau gebaut.
Eine weitere Feldbahnstrecke führte zum zwei Kilometer östlich gelegenen Rothsürben und bot Anschluss an die Eisenbahnlinie nach Breslau.
So konnte der Rohzucker zur weiteren Raffination mit der Bahn zur großen Zuckerfabrik in Klettendorf bei Breslau transportiert werden.
In der Zeit des Nationalsozialismus wurde Tschauchelwitz 1937 in Rübenau umbenannt; die Zuckerfabrik behielt jedoch den Namen bei und nannte sich dann Tschauchelwitzer Zuckerfabrik Rübenau. Als Folge des Zweiten Weltkriegs fiel Rübenau 1945 mit dem größten Teil Schlesiens an Polen. Nachfolgend wurde es in Szukalice umbenannt. Die deutschen Einwohner wurden – soweit sie nicht schon vorher geflohen waren – vertrieben. Die neu angesiedelten Bewohner stammten teilweise aus Ostpolen, das an die Sowjetunion gefallen war. 
Bei einer Verwaltungsreform wurde Szukalice 1975 Teil der neu gebildeten Woiwodschaft Breslau. Nach dessen Auflösung war der Ort ab 1999 Teil der Wojewodschaft Niederschlesien.